# Аврущенко Володимир Ізраїлович
Володимир Ізраїлович Аврущенко (17 липня 1908, Ямпіль, нині Сумська область — вересень 1941, Меченки, Пирятинський район) — український радянський поет, перекладач з білоруської та осетинської мов.

## Життєпис
Народився 17 липня 1908 в Ямролі, нині Сумська область. Закінчив початкову школу в Ямполі. З 1918 по 1925 рік мешкав у Полтаві, де закінчив середню школу. Тут же він почав писати вірші. Перший вірш надрукував у харківській комсомольській газеті у 1925 році.
1925 року переїхав до Москви. У 1930—1932 роках служив у Червоній армії, активно виступав у пресі. У 1936—1937 роках навчався на Вищих літературних курсах Наркомосу та згодом у Літературному інституті. Працював у редакції газети «Красноармейская радиогазета». Його вірші публікувалися в газетах: «Комсомольская правда», «Літературна газета», «Крестьянская газета»; у журналах: «Огонёк», «Молода гвардія», «Новий світ», «Жовтень». Автор книжки нарисів «Фабрика на заплаві» (1931), поетичних збірок «Четвертий батальйон» (1932), «Полтава» (1935), «Сади» (1937).
Під час Німецько-радянської війни — кореспондент військової газети 5-ї армії «Боевой поход». Загинув у вересні 1941 року в селі Меченки Пирятинського району.
Окремі вірші видані в колективному збірнику «Строка, оборванная пулей» (Київ, 1976).